# Ilga Šuplinska
Ilga Šuplinska (nascida a 16 de abril de 1970, em Dagda) é uma política letã. De 23 de janeiro de 2019 a 3 de junho de 2021 serviu como Ministra da Educação e Ciência no governo Kariņš.